# Pit-Fighter
Pit-Fighter (Japans: "ピットファイター) is een computerspel dat werd ontwikkeld en uitgegeven door Atari Games Corporation. Het spel kwam in 1990 uit als arcadespel. Later kwam het spel beschikbaar voor diverse homecomputers. Het spel is een vechtspel. Het perspectief wordt getoond in de derde persoon.

## Platforms
| Jaar | Platform |
| ---- | --- |
| 1990 | Arcade |
| 1991 | Amiga, Amstrad CPC, Atari ST, Commodore 64, DOS, Lynx, SEGA Master System, SNES, Sega Mega Drive, ZX Spectrum |
| 1992 | Game Boy |

## Ontvangst
| Beoordeeld door                     | Platform        | Datum            | Score |
| ----------------------------------- | --------------- | ---------------- | ----- |
| Computer and Video Games (CVG)      | Sega Mega Drive | maart 1992       | 82%   |
| N-Force                             | Game Boy        | augustus 1992    | 70%   |
| Power Play                          | Amiga           | januari 1992     | 61%   |
| Commodore Format                    | Commodore 64    | 1993             | 61%   |
| Power Play                          | Commodore 64    | februari 1992    | 58%   |
| Amiga Joker                         | Amiga           | november 1991    | 48%   |
| GamePro (USA)                       | SNES            | mei 1992         | 40%   |
| Digital Press - Classic Video Games | Lynx            | 9 september 2005 | 30%   |
| Defunct Games                       | Lynx            | 18 juli 2004     | 21%   |
| All Game Guide                      | Sega Mega Drive | 1998             | 20%   |